# (35957) 1999 LZ3
1999 LZ3 (asteroide 35957) é um asteroide da cintura principal. Possui uma excentricidade de 0.14512190 e uma inclinação de 6.88044º.
Este asteroide foi descoberto no dia 9 de junho de 1999 por LINEAR em Socorro.